# Pedro Kamata
Pedro Kamata est un ancien footballeur international congolais né le 6 septembre 1981 à Luanda (Angola). Il jouait au poste d'attaquant.

## Biographie

### Formé à l'AJ Auxerre (1993-2001)
Jeune, il vient au football avec les clubs auvergnats de Neuvy et Moulins (Allier). En 1994, il rejoint le centre de formation de L'Association de la jeunesse auxerroise.

### FC Groningen (2002-2003)
En 2002, il va aux Pays-Bas au FC Groningen.

### De retour en Auvergne et en région berrichonne  (2003-2005)
En 2003, il a rejoint le Clermont Foot 63. Il a joué 18 matches de ligue 2 et a marqué deux buts.
La saison suivante, il part à  La Berrichonne de Châteauroux, toujours en L2. Il a joué 14 matches pour deux buts marqués et son club parvient à atteindre la finale de Coupe de France contre le Paris Saint-Germain défaite (1-0).
En 2004, il revient au Clermont Foot 63. Il y joue 10 matches et a marqué un but, avant de repartir à La Berrichonne de Châteauroux lors de la saison 2004-2005, le club termine cinquième du championnat de ligue 2.

### Direction l'Italie (2005-2011)
À l'été 2005, Pedro Kamata est arrivé en Italie pour jouer dans l'équipe de l'AC Legnano, évoluant en Serie C2. Il a joué 82 matches et a marqué 5 buts. La 2e année se traduit par une montée en Serie C1 et un titre de champion de Serie C2 en 2007. Le 22 janvier 2008, il signe en faveur de l'AS Bari (Serie B) un contrat jusqu'en 2011 en fin de saison, le club est promu en Série A, il a joué 60 matches et a marqué 1 but.
Kamata est convoqué en décembre 2005 par le sélectionneur de l'équipe nationale d'Angola.
Mais, il décide finalement de jouer avec le pays de son père, la République Démocratique du Congo.

### AS Yzeure (2011-2012)
Le 27 septembre 2011, il est de retour dans l'Allier où il signe un contrat avec l'AS Yzeure évoluant dans le groupe B de CFA,. Il a joué 23 matchs et a marqué 3 buts. 

### AS Moulins (2012-2015)
Le 8 juin 2012, il signe à l'AS Moulins pour retrouver le club qu'il dit être celui de son cœur. Il a joué 78 matches et a marqué 6 buts il a joué aux côtés de Jason Berthomier pendant trois saisons, lors de la saison 2013/2014, son club parvient à éliminer Toulouse Football Club en Coupe de France de football 2013-2014. 
Le 15 mai 2014, il annonce la fin de sa carrière au terme de la saison 2013/2014. Mais en septembre 2014, Kamata revient sur sa décision et sort de sa retraite, faisant son retour avec Moulins. À l'issue de la saison 2014-2015, il met un terme à sa carrière,.

### AS Nord-Vignoble (2015-2016)
Le joueur sort une nouvelle fois de sa retraite à l'été 2015 et rejoint Nord-Vignoble en Elite.
Le club parvient à monter en PH, après être champion du championnat régional Elite.

### Carrière internationale
Né en Angola, Kamata opte pour la sélection congolaise en 2010 dans le but de porter le maillot des Léopards.
Il compte également une sélection en équipe de France des moins de 20 ans.

## Vie privée
Pedro Kamata a ouvert un café-théâtre-restaurant à Moulins depuis le 13 juillet 2016

## Palmarès
- Champion de Serie C2 (Groupe A) en 2007 avec Legnano
- Champion de Serie B en 2009 avec Bari et avec Sienne en 2011
- Vainqueur de la Coupe Gambardella 1999 avec l'AJ Auxerre
- Quart de finale en coupe de France en 2013